# Abel Gebor
Abel Dekar Gebor (Sinoe, 27 agosto 1990) è un ex calciatore liberiano, di ruolo centrocampista.